# Abrostola plumbea
Abrostola plumbea là một loài bướm đêm trong họ Noctuidae.